# Jardín Botánico de Breslavia
El Jardín Botánico de Breslavia (en polaco: Ogród Botaniczny we Wrocławiu) es un jardín botánico de unas 7,4 hectáreas, situado en la ciudad de Breslavia (en polaco, Wrocław), capital del voivodato de Baja Silesia, Polonia. El jardín botánico depende administrativamente de la Universidad de Breslavia.

## Historia
Se fundó en 1811 como un instituto científico de la Universidad de Breslavia.

## Colecciones
El jardín botánico con una extensión de 7,4 hectáreas, y 3,300 m cuadrados de invernaderos y unas 11,5000 especies de plantas, tiene un lago central con forma de U, y las colecciones de plantas se disponen a su alrededor.
- Colección sistemática de plantas, con plantas de la región de la Baja Silesia.
- Alpinarium, una colección de plantas de las regiones alpinas de todo el mundo
- Invernaderos, donde se cultivan plantas de las regiones tropicales, subtropicales y mediterráneas de todo el mundo con fines expositivos y de uso en los programas de investigación de la Universidad de Breslavia
- Casa de los Cactus la mayor estructura y colección de cactus de toda Polonia.
- Arboretum, con grandes ejemplares de diferentes especies de Abies, Pinus, Larix. . .
- Unos estratos de carbón negro de los alrededores de Walbrzych, se reconstruyeron en 1854, y se exhiben en la zona del Alpinarium. Son restos de plantas de hace millones de años que con el transcurso de los años se convirtieron en esta piedra negra. Se pueden apreciar las huellas fósiles de las plantas extinguidas así como troncos fósiles.

## Programa de investigación
- Aclimatación y cultivo de nuevas plantas medicinales (especialmente de plantas medicinales chinas, tropicales, subtropicales y mediterráneas)
- El efecto de la contaminación en las plantas medicinales
- Los recursos naturales de la materia prima medicinal en la Baja Silesia
- La supervisión de las especies raras y amenazadas en Polonia

## Galería de imágenes

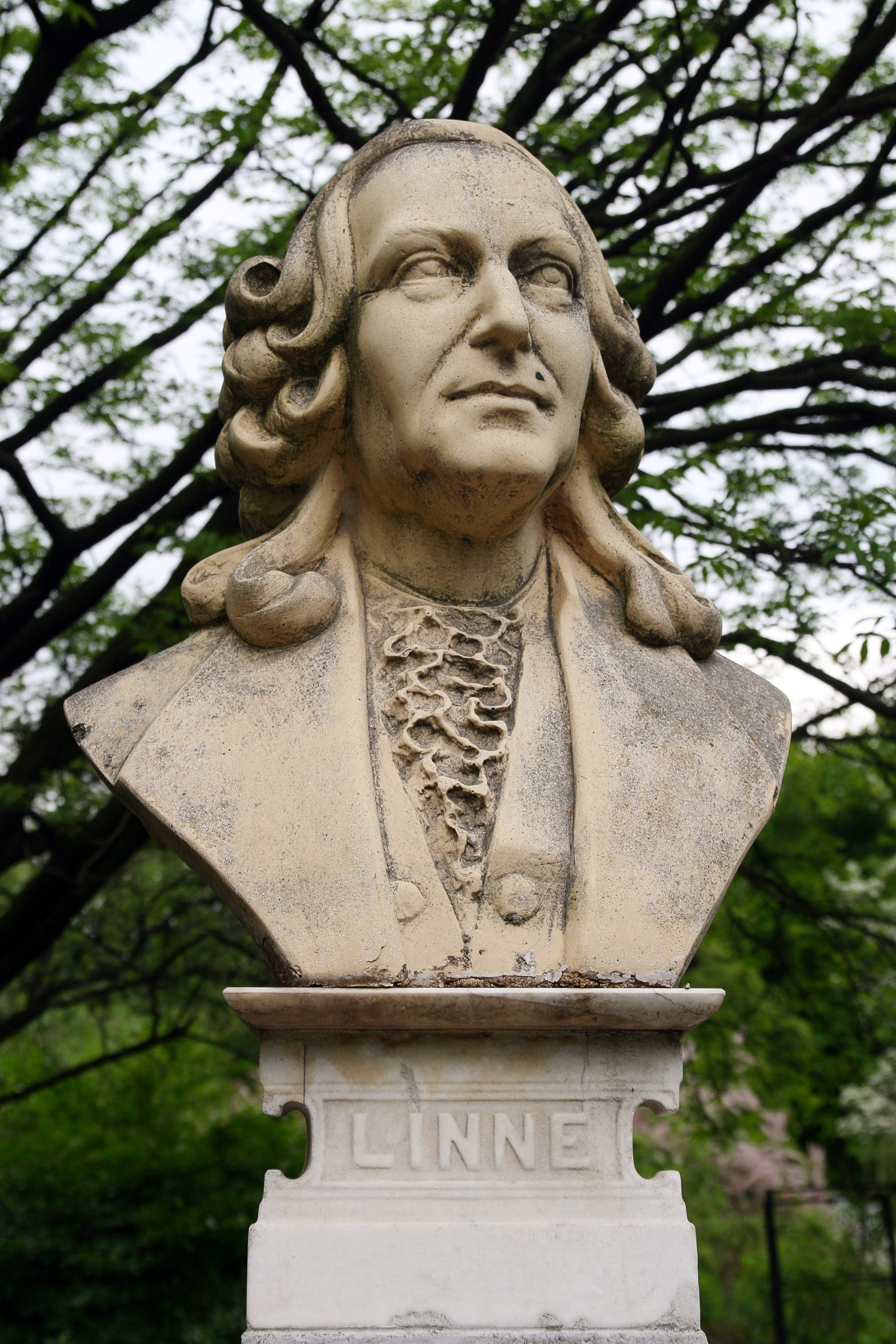
Busto de Carlos Linneo.
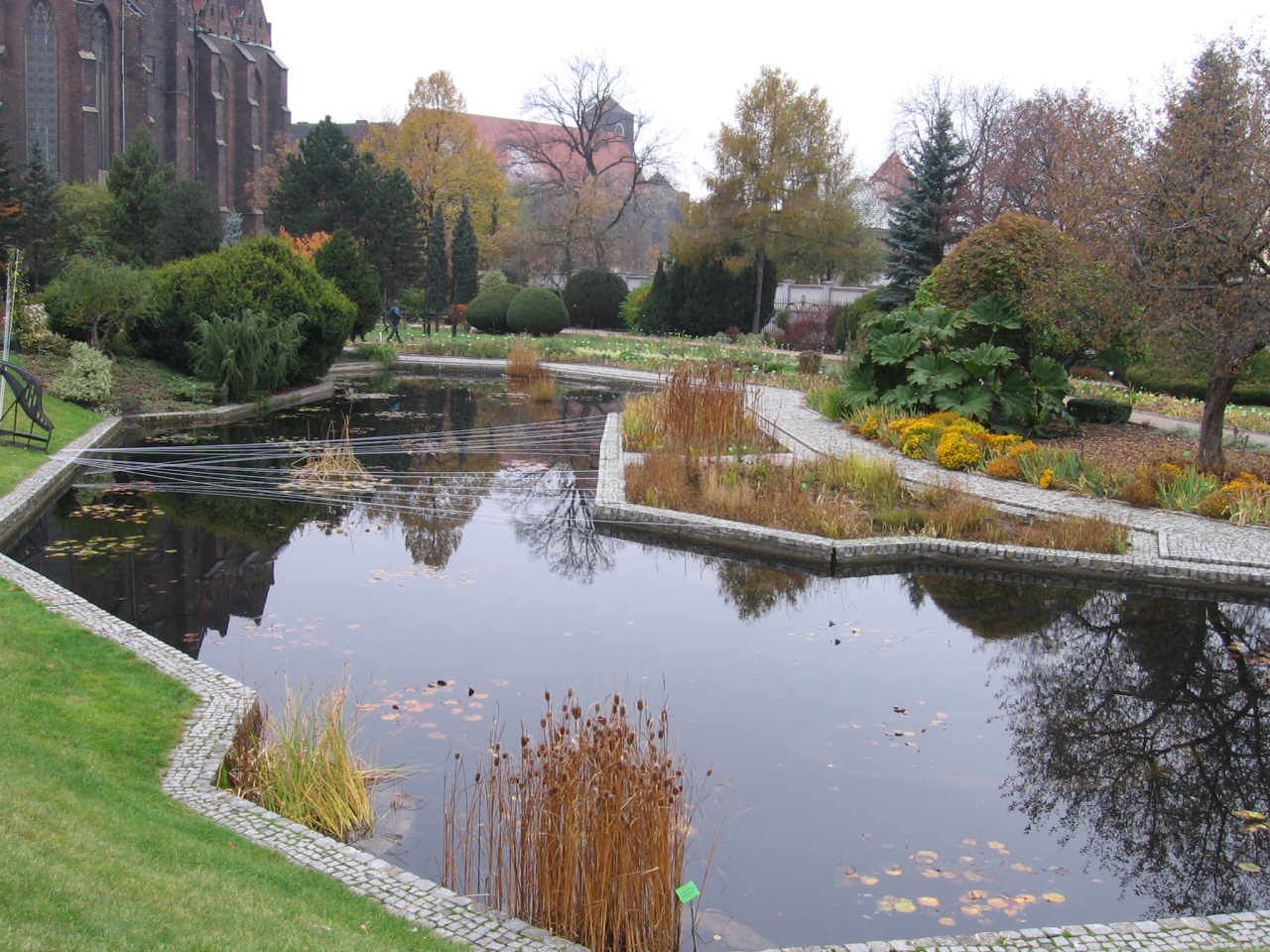
Parte expositiva, plantas polacas.
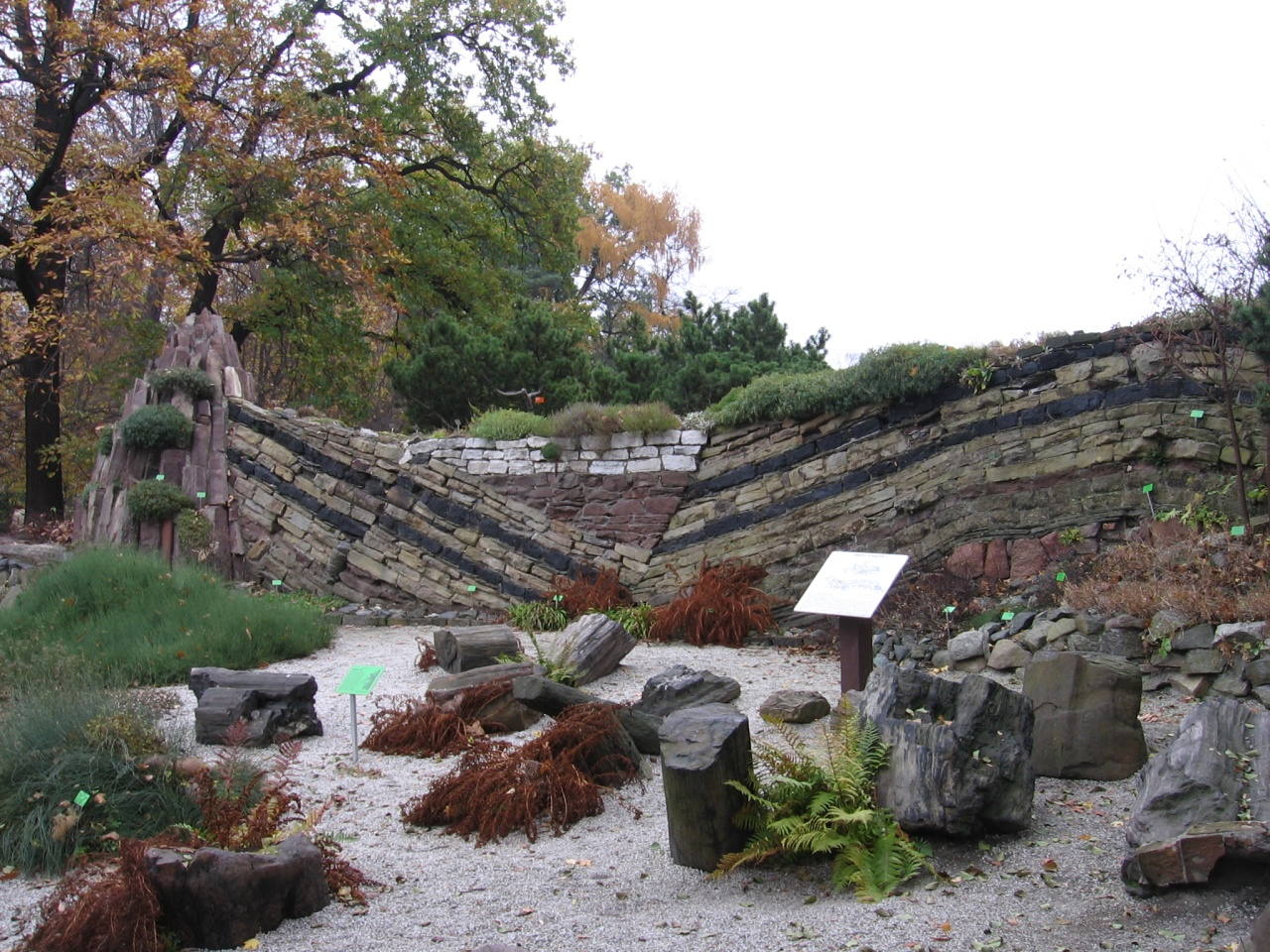
Reconstrucción del perfil geológico de Walbrzych, 1856. Situado en el Alpinarium.